# Imperial College Business School
 (août 2016).

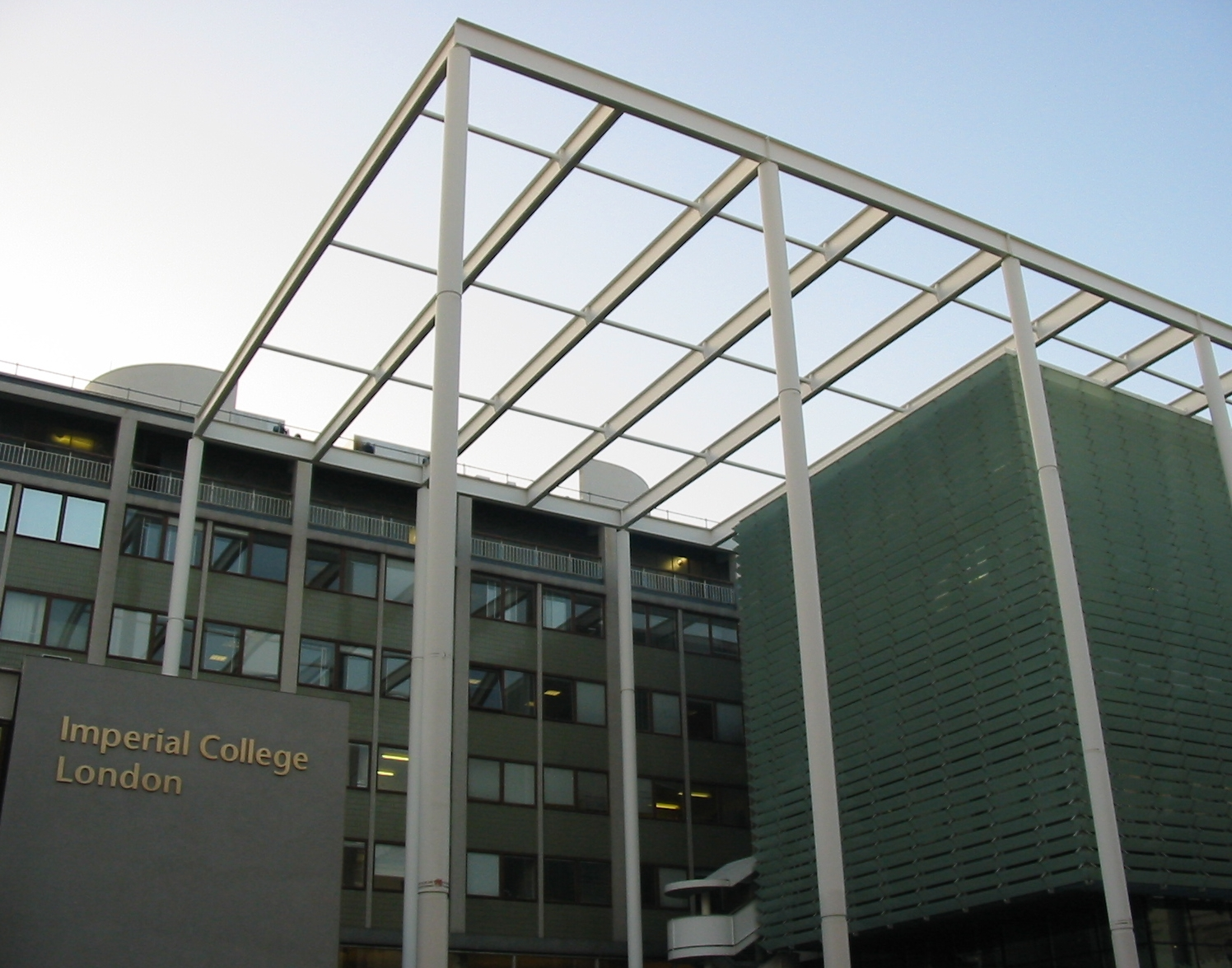
Imperial College London

Imperial College Business School est une école de commerce située à Londres, au Royaume-Uni.
Imperial College Business School est une école triplement accrédité, AQUIS, AMBA, AACSB. Elle fait partie d'Imperial College London. Elle a été inaugurée en 2004 par la reine Élisabeth II. Le campus de l'école se trouve sur le campus d'Imperial College London, à South Kensington.

## Description

Le Royal Albert Hall, où ont lieu les cérémonies de graduation.

Le bâtiment principal se trouve à South Kensington et l'entrée se fait par Exhibition Road. Le battement a été dessiné par Foster and Partners et Buro Happold. La construction a débuté en septembre 2002 pour s'achever en juin 2004 et a coûté 15 700 000 £. Le bâtiment a été baptisé le Tanaka Building en 2008. Imperial College Business School possède également un autre bâtiment, 53 Prince's Gate, également à South Kensington.
Les étudiants d'ICBS (Imperial College Business School) bénéficie de l'accès à la bibliothèque d'Imperial College. Un career center[Quoi ?] est présent dans la bibliothèque au deuxième étage ; ce dernier soutient les étudiants de la Business School dans toutes leurs démarches dans l'obtention d'un travail. Imperial College Business School offre de multiples programmes en finance, notamment le master en Financial Engineering (MSc  Risk Management & Financial Engineering) qui est le master le plus quantitatif, menant aux métiers de risk manager[Quoi ?], trader...

## Admission
Le taux d'admission pour Imperial College Business School est d'environ 5 % (1 candidat sur 20 seulement est accepté) pour les PhD[Quoi ?]. Le taux d'admission pour les MSc Finance[Quoi ?] est, lui, inférieur à 10 % avec plus de 4 500 postulants sur l'année 2016.

## Classements
Imperial College London est l'une des dix meilleurs universités au monde, selon le Times Higher Education et le QS World Universities Rankings.
Imperial College Business School est classé 3e meilleur école de commerce au Royaume-Uni, selon le Financial Times.

### Entrepreneuriat
Imperial College Business School est classé première en entrepreneurship en Europe, selon Businessweek, le Financial Times, et The World's Most Innovative Universities Rankings by Reuters[réf. nécessaire].

### Finance
Le master en Finance d'Imperial College Business School est classé 2e au Royaume-Uni et 13e au monde selon le Financial Times en 2016. Imperial donne la possibilité à ses étudiants en finance de choisir un électif international[Quoi ?] soit à Dubaï, soit à New York.

### Master of Business Administration
Le MBA d'Imperial est classé 11e en Europe par le Financial Times en 2016. Le MBA d'Imperial est classé meilleur MBA au monde pour l'entreprenariat par le FT ranking en 2016[réf. nécessaire].

### Management
Le master en management d'Imperial College Business School est classé 2e au Royaume-Uni, selon le Financial Times (2011, 2013).

## Directeurs
- Sam Eilon (1955–1987)
- David Norbun (1987–2003)
- David Begg (2003–2012)
- Dot Griffiths (2012–2013)
- G. Anand Anandalingam (2013–juin 2016)
- Nelson Phillips (juillet 2016–aout 2017)
- Francesco Veloso (aout 2017- )